# Арнфінн Геє
Арнфінн Геє (норв. Arnfinn Heje, 26 жовтня 1877 — 29 січня 1958) — норвезький яхтсмен.
Олімпійський чемпіон 1912 року в класі 12 метрів.